# Institut national des sciences appliquées de Lyon
Pour un article plus général, voir Groupe INSA.
 (février 2025).
L’Institut national des sciences appliquées de Lyon ou INSA Lyon est une Grande école du groupe INSA et faisant partie des 204 écoles d'ingénieurs françaises accréditées au 1er septembre 2020 à délivrer un diplôme d'ingénieur.
Il a été créé par Jean Capelle, alors recteur de l'université de Dakar, et par le philosophe Gaston Berger, en application de la loi de création du 18 mars 1957, et ouvert le 12 novembre 1957.
L'école se situe sur le campus LyonTech - La Doua à Villeurbanne.

## Histoire

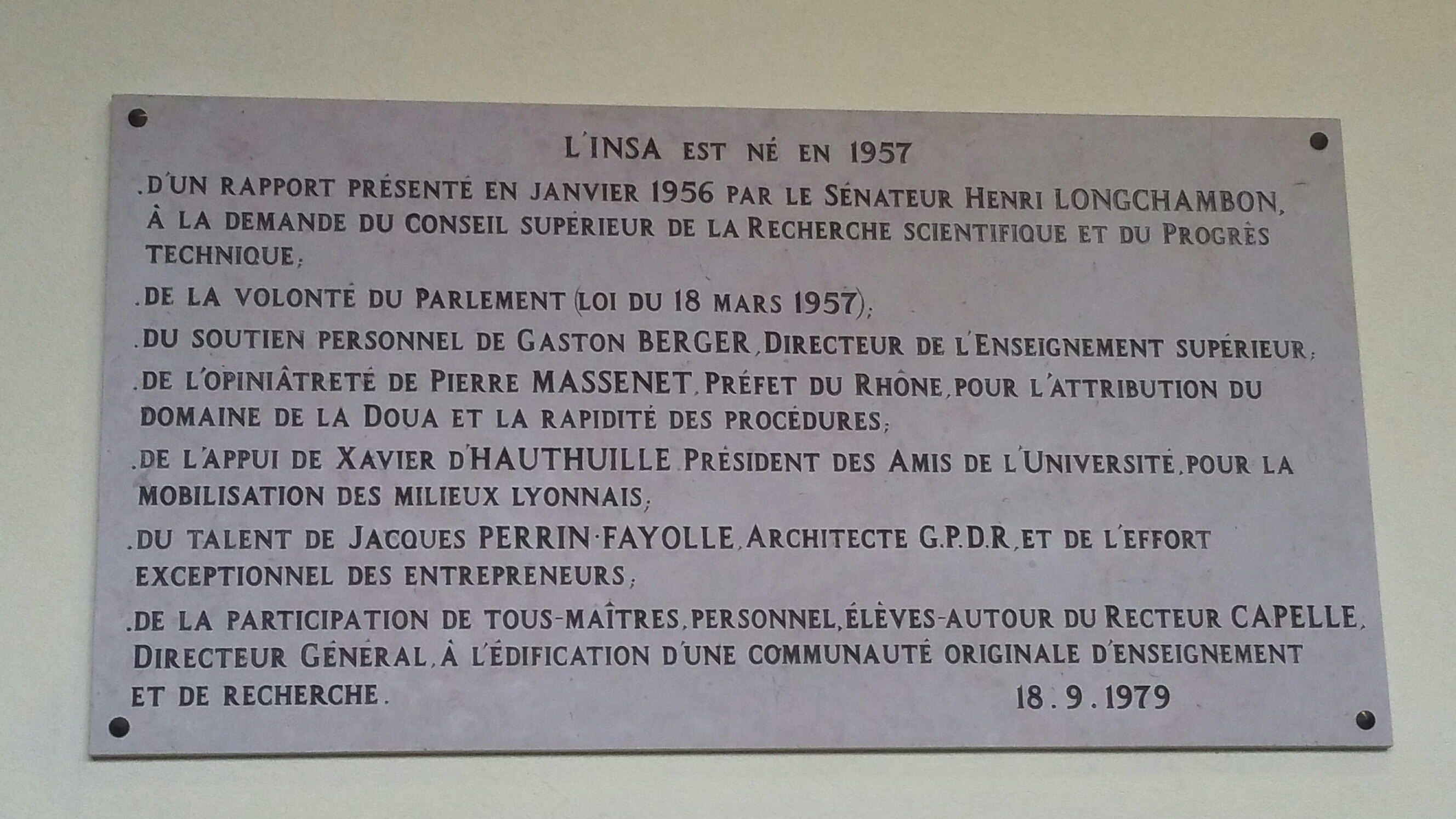
Plaque commémorative de la création de l'INSA.

Dans les années 1950, la France est en pleine expansion industrielle et manque d'ingénieurs et de techniciens. Au regard des États-Unis qui diplôment 29 000 ingénieurs en un an, la France, elle, n'en a formé que 4 500. Deux figures de la ville de Lyon vont imaginer un nouveau modèle de formation : le recteur Jean Capelle et le philosophe Gaston Berger sont à l’origine de l’Institut National des Sciences Appliquées (INSA).
Dans la ligne du projet Joubin de 1917, reprenant une idée du Pr Longchambon, et sous la pression du Commissariat général du Plan souhaitant dynamiser les régions comme des élites lyonnaises, Gaston Berger, directeur général de l'enseignement supérieur, propose de rassembler l'enseignement supérieur scientifique et technique de Lyon sur le site de la Doua. L’Insa doit y former mille ingénieurs et mille techniciens par an, et les écoles lyonnaises en deviendront des départements spécialisés.
Cette volonté place l'École centrale de Lyon comme l'École Supérieure de Chimie Industrielle dans une position délicate.
À partir de février 1957, les cent hectares du terrain de la Doua sont progressivement libérés par les trois organismes qui se les partageaient : l’armée, sa locataire la Société Hippique de Lyon, et les PTT qui avaient là leur relais de radio-télécommunications. Pour la première rentrée en 1957, il fallut construire directement sur un terrain non encore transféré, sinon le futur Institut, du moins les bâtiments nécessaires à une première promotion de 300 élèves[source insuffisante],.
La construction est donc éclair, les plans des bâtiments sont tracés presque à mesure qu’ils se construisent. L’architecte des bâtiments est Jacques Perrin-Fayolle, Premier Grand Prix de Rome.
L'établissement s'inspire de diverses universités techniques étrangères et de l'École polytechnique de Zurich. École d'ingénieurs fédérative, à vocation internationale, l'INSA regroupera à La Doua un premier cycle intégré, diverses options réparties entre les départements de physique, de mécanique et de chimie, un département des humanités et un internat. Le recrutement est particulièrement ouvert pour l'époque, aux bacheliers de l'enseignement général ou technique, ou autodidactes sur concours ; jeunes gens et jeunes filles ; français et étrangers. Les premiers étudiants sont accueillis à l'INSA dès novembre 1957, sept mois après la création.
Les INSA ont le statut d’établissement public à caractère administratif à partir de 1973 puis d’établissement public à caractère scientifique, culturel et professionnel de type « Écoles et instituts extérieurs aux universités » depuis 1990.
L’INSA Lyon devient membre fondateur de l'université de Lyon, pôle de recherche et d'enseignement supérieur créé en 2007 et devenu communauté d'universités et établissements en 2015,.

### Identité visuelle
En septembre 2014, les six INSA de France adoptent le même logotype.

Le logo de l'INSA Lyon jusqu'en 2014.
Le logo depuis septembre 2014.

## Enseignement et recherche
L’établissement est constitué de dix départements correspondant aux neuf spécialités de second cycle.
Son offre de formation comprend, outre la formation d'ingénieur d'une durée de cinq ans, deux masters recherche, neuf Mastères spécialisés, huit écoles doctorales et de nombreuses formations courtes (formation continue).
L’INSA Lyon propose un certain nombre de formations d’ingénieurs habilitées par le ministère de l’Enseignement supérieur et de la Recherche après l’avis de la commission des titres d'ingénieur.

### Admission
La procédure d’admission est commune à tous les instituts nationaux des sciences appliquées. On pouvait intégrer l’école après le baccalauréat S, avant la réforme du Bac 2021. STI2D ou STL ou des diplômes équivalents d’autres pays. Des procédures existent également pour intégrer l’école en seconde, troisième ou quatrième année.
Depuis la réforme du bac, il est possible de candidater via Parcoursup pour les INSA avec quelconques spécialités, bien qu'il soit fort probable que vous ne soyez pas admis(es) si vous n'avez pas fait spécialité mathématiques au lycée. Hormis les mathématiques, les jurys seront sensibles aux profils ayant retenu les spécialités physique-chimie, NSI (numérique et sciences informatiques), SI (Sciences de l'ingénieur) ou encore SVT (sciences de la vie et de la terre)[source insuffisante].

### Cycle préparatoire
À la rentrée 2018, le cycle préparatoire, anciennement nommé premier cycle change de nom et devient la formation initiale aux métiers d'ingénieur (FIMI)[source secondaire souhaitée]. Depuis 1969, il est constitué de deux années d’enseignements fondamentaux (trois pour la filière Sport de Haut Niveau).
Chaque élève reçoit une formation générale, répartie de manière cohérente sur les deux années en FIMI, dans des domaines fondamentaux tels que les Mathématiques et l’Informatique, la Physique, la Chimie et la Physico-Chimie, la Mécanique, la Construction, la Fabrication et les Sciences Humaines (langues, communication management, etc). Cela leur permet ensuite de s’orienter vers une des 9 filières de second cycle. La première année de ce cycle est probatoire.
Les filières du département FIMI : la filière classique, quatre filières internationales (EURINSA, AMERINSA, ASINSA, SCAN<), Formation Active en Sciences (FAS), Sport de Haut Niveau (SHN)[source secondaire souhaitée].

### Cycle ingénieur
Le second cycle, d'une durée de trois ans, s’ouvre sur neuf spécialités :
Cinq formations sont proposées par la voie de l'apprentissage : Génie Mécanique Procédés Plasturgie (GMPPA), Génie Mécanique Conception et Innovation de Produits (GMCIPA), Génie Électrique (GEA), Télécommunications (TCA) et Informatique (IFA).
Les trois anciens départements Génie Mécanique Conception (GMC), Génie Mécanique Développement (GMD) et Génie Mécanique Procédés Plasturgies (GMPP) ont fusionné à la rentrée 2016 et sont devenus des filières au sein du seul département Génie Mécanique (GM),. 

### Sections artistiques et sportives
En parallèle de la formation d'ingénieur, l'INSA Lyon propose cinq filières artistiques et une filière sportive :
- Arts-plastiques études : accessible à partir de la 2e année, sans prérequis.
- Cinéma-études : accessible à partir de la 2e année, sans prérequis.
- Danse-études : accessible à partir de la 2e année, sans prérequis.
- Musique-études : accessible à partir de la 1re année année, avec comme prérequis indicatif la pratique d'un instrument et le suivi de cours de solfège depuis 5 ans.
- Théâtre-études : accessible à partir de la 2e année, sans prérequis.
- Sports-études : accessible à partir de la 1re année, avec comme prérequis l'inscription sur la liste ministérielle des sportifs de haut niveau[16].

Les filières artistiques permettent d'obtenir un Diplôme d'Etablissement Arts-études (DAE), en plus du diplôme d'ingénieur, à condition d'avoir validé 30 crédits ECTSs sur au minimum cinq semestres.

### Recherche
L’INSA Lyon compte treize unités de recherche en rattachement principal, et sept en rattachement secondaire ; ces unités sont pour la plupart des UMR avec le CNRS[source secondaire souhaitée]. L’INSA Lyon est l’établissement support de deux écoles doctorales, est cohabilitée pour six autres, et est associée à une dernière[source insuffisante].
INSAVALOR, filiale de l’INSA Lyon, a pour mission principale le transfert et la valorisation des activités de recherche menées par les 23 laboratoires de recherche.

## Classements
Classements nationaux (classée en tant qu'INSA Lyon au titre de ses diplômes d'ingénieur) :
| Nom                           | Année | Rang |
| ----------------------------- | ----- | ---- |
| L’Étudiant                    | 2025  | 14   |
| L’Usine Nouvelle              | 2025  | 10   |
| Le Figaro Étudiant (Post-bac) | 2025  | 1    |

Classements internationaux (classée en tant qu'INSA Lyon) :
| Nom                    | Année | Rang (monde) | Rang (France) |
| ---------------------- | ----- | ------------ | ------------- |
| QS Top Universities    | 2025  | 405          | 10            |
| Times Higher Education | 2022  | 601 - 800    | 22 - 27       |

Classement de QS Top Universities par domaine :
| Domaine                          | 2025 (Rang mondial) | 2024 (Rang mondial) | 2023 (Rang mondial) |
| -------------------------------- | ------------------- | ------------------- | ------------------- |
| Génie Civil                      | 151 - 200           | 151 - 200           | 151 - 200           |
| Génie électrique et électronique | 151 - 200           | 201 - 250           | 201 - 250           |
| Sciences des matériaux           | 151 - 200           | 101 - 150           | 101 - 150           |

Classement de Shanghai par domaine :
| Domaine         | 2024 (Rang mondial) | 2023 (Rang mondial) | 2022 (Rang mondial) |
| --------------- | ------------------- | ------------------- | ------------------- |
| Génie Mécanique | 25                  | 76 - 100            | 51 - 75             |
| Mathématiques   | 151 - 200           | 51 - 75             | 76 - 100            |

## Vie étudiante
L'INSA Lyon a une capacité d'hébergement de 3 100 étudiantsdans ses onze résidences.

### 24 heures de l'INSA de Lyon
En 1972, deux étudiants de l'INSA se lancent un défi : tourner à vélo pendant 24 heures autour de leur résidence, sur le campus de la Doua, à Villeurbanne. Cette course marque le début de ce qui deviendra, par la suite, l’un des plus grands festivals étudiants de France : les 24 heures de l’INSA.
Ce festival comprend une journée de courses (vélo, course à pied et triathlon), des animations gratuites en journée et des concerts en soirée. Il attire environ 40 000 personnes cumulées sur les trois jours[réf. souhaitée].

### Karnaval Solidaire
Depuis une trentaine d'années, un chapiteau est dressé sur le campus de la Doua au nom du Karnaval. Cet événement, porté par notamment par une quarantaine d'étudiantes et d'étudiants de l'école, propose pendant une semaine (mars-avril) de se réapproprier une partie du campus et de proposer des activités,. Au programme : conférences, scène ouverte, bal folk, théâtre, défilé avec les enfants de Villeurbanne.

## Personnalités liées à l'INSA

### Étudiants

#### Business
- Marc Lassus (1938-), cofondateur puis PDG de GEMPLUS.
- Jacques Richier (1955-), PDG d'Allianz France.
- Olivier Roussat (1964-), DG du groupe Bouygues, PDG de Bouygues Télécom.
- Bertin Nahum (1969-), président & CEO Medtech et Quantum Surgical.

#### Littérature et arts
- Nathalie Somers (1966-), autrice de livres pour la jeunesse, lauréate du Grand prix de l'imaginaire 2019.

#### Sport
- Bruno Marie-Rose (1965-), athlète français.
- Jean-Marc Lhermet (1967-), joueur international de rugby.
- Guillaume Florent (1973-), médaillé de bronze aux Jeux Olympiques de Pékin en 2008 en voile.
- Jean-Christophe Péraud (1977-), médaillé d'argent aux Jeux Olympiques de Pékin en 2008, 2e du Tour de France 2014.
- Jonathan Coeffic (1981-), médaillé de bronze aux Jeux Olympiques de Pékin en 2008 en aviron.
- François Gabart (1983-), vainqueur du Vendée Globe 2013 et de la Route du Rhum 2014.
- Guillaume Adam (1990-), athlète spécialiste des courses de demi-fond.

#### Universitaire
- Léandre Pourcelot (1940-), professeur docteur et ingénieur, inventeur du premier appareil européen à effet Doppler ultrasonore pour l'étude de la circulation sanguine.
- Raymond-Alain Thietart (1944-), universitaire dont les travaux et enseignements portent principalement sur la théorie des organisations et le management stratégique.
- Serge Humpich (1963-), ingénieur en électronique qui s'est rendu célèbre en déchiffrant la signature électronique des cartes bancaires françaises[41].

#### Gouvernement, politique et service public
- François Tavenas (1942-2004), ancien recteur de l'Université Laval et de l'Université du Luxembourg.
- Christian Forestier (1944-), haut fonctionnaire français.
- Bruno Duvergé (1957-), député.
- Jean-Michel Houllegatte (1958-), sénateur.
- Dominique Faure (1959 -), femme politique
- Sabine Barles (1965-), urbaniste française.
- Elyes Fakhfakh (1972-), 15e chef du gouvernement tunisien.
- Lobna Jeribi (1973-), ministre tunisienne de l'Enseignement supérieur et de la Recherche scientifique.
- Abdelaziz Meziane Belfkih (1944-2010), homme politique marocain.

#### Divertissement
- Nicolas Gabion (1972-), comédien, reconnu notamment pour son rôle de Bohort dans la série télévisée Kaamelott. Il a suivi les sections théâtre-étude et danse-étude proposées par l'école[42].